# تافساست (شكران)
تافساست هي إحدى مشيخات المملكة المغربية، تتبع جغرافيا لإقليم الحسيمة وإداريًا لشكران. يقدر عدد سكانها بـ 2209 نسمة حسب الإحصاء الرسمي للسكان والسكنى لسنة 2004.